# Dvärgspikblad
Dvärgspikblad (Hydrocotyle novae-zeelandiae) är en växtart i släktet Hydrocotyle och familjen araliaväxter. Den beskrevs av Augustin Pyrame de Candolle 1830.
Arten är en perenn ört som naturligt förekommer i Nya Zeeland. Den odlas även som akvarieväxt och som prydnadsväxt utomhus, och har därigenom spritts till Brittiska öarna. Den är inte påträffad i Sverige.

## Varieteter
Arten har fyra varieteter:
- Hydrocotyle novae-zeelandiae var. involucrata (Colenso) Allan
- Hydrocotyle novae-zeelandiae var. lobulata Kirk
- Hydrocotyle novae-zeelandiae var. montana Kirk
- Hydrocotyle novae-zeelandiae var. novae-zeelandiae